# ريسا هاياميزو
ريسا هاياميزو (باليابانية: 早水 リサ) مواليد 28 فبراير 1975، هي مؤدية أصوات يابانية.

## أعمال
- هلسينغ
- أكاديمية أليس
- جينتاما
- غوكسين 2
- كوكب ملك الوحوش
- البدلة المتنقلة كاندام 00
- البدلة المتنقلة جاندام سيد ديستني
- أوتوغيزوشي
- سيكون نو كويسر
- اقرأ أو مت
- سكيب بيت

## وصلات خارجية
- ريسا هاياميزو على موقع IMDb (الإنجليزية)
- ريسا هاياميزو على موقع ميوزك برينز (الإنجليزية)
- ريسا هاياميزو على موقع قاعدة بيانات الفيلم (الإنجليزية)
- ريسا هاياميزو على موقع ANN person (الإنجليزية)
- ريسا هاياميزو  في شبكة أخبار الأنمي